# Lépin-le-Lac
 Lépin-le-Lac  es una población y comuna francesa, en la región de Ródano-Alpes, departamento de Saboya, en el distrito de Chambéry y cantón de Le Pont-de-Beauvoisin.

## Demografía
| 184 | 168 | 190 | 191 | 255 | 282 |
| Para los censos de 1962 a 1999 la población legal corresponde a la población sin duplicidades (Fuente: INSEE [Consultar]) |     |     |     |     |     |